# Luigi Lombardi
Luigi Lombardi (Dronero, 21 agosto 1867 – Roma, 7 febbraio 1958) è stato un politico e ingegnere italiano, senatore del Regno dal 1939.

## Biografia
È stato anche membro della Commissione dei lavori pubblici e delle comunicazioni (23 gennaio 1940 - 22 gennaio 1941) e membro della Commissione dell'educazione nazionale e della cultura popolare (22 gennaio 1941 - 5 agosto 1943). Venne deferito presso l'Alta Corte di Giustizia per le Sanzioni contro il Fascismo ed è dichiarato decaduto dai suoi incarichi politici il 30 agosto 1945.

### Vita privata
Sposato con Emma Vallauri, è padre di Paolo, Edoardo, Pia, Renato, Riccardo, Annie e Gabrio Lombardi.

## Onorificenze
- Cavaliere dell'Ordine della Corona d'Italia. 25 gennaio 1891
- Ufficiale dell'Ordine della Corona d'Italia, 26 aprile 1893
- Commendatore dell'Ordine della Corona d'Italia, 27 luglio 1913
- Grande ufficiale dell'Ordine della Corona d'Italia, 2 giugno 1921
- Gran cordone dell'Ordine della Corona d'Italia, 7 marzo 1940
- Cavaliere dell'Ordine dei SS. Maurizio e Lazzaro, 17 gennaio 1909
- Commendatore dell'Ordine dei SS. Maurizio e Lazzaro, 29 novembre 1925
- Grande ufficiale dell'Ordine dei SS. Maurizio e Lazzaro, 7 giugno 1938
- Commendatore dell'Ordine di S. Gregorio Magno